# Frank Ostholt
Frank Ostholt, född den 23 september 1975 i Warendorf i dåvarande Västtyskland, är en tysk ryttare. Han är gift sedan 2009 med den svenska ryttaren Sara Algotsson Ostholt. Paret bor och tränar på tyska ridsportförbundets utbildningsanläggning i Warendorf mellan Münster och Bielefeld i Nordrhein-Westfalen, Tyskland, sedan 2008. Tillsammans har de en dotter född 2010 och en son född 2014.
Han tog OS-guld i lagtävlingen i fälttävlan i samband med de olympiska ridsporttävlingarna 2008 i Peking. Vid Ryttar-VM 2006 i Aachen tog han guld i lagtävlingen på hästen Air Jordan 2.